# La sua notte di nozze
La sua notte di nozze (His Wedding Night) è un cortometraggio del 1917, diretto ed interpretato da Roscoe Arbuckle. 

## Trama
Fatty, commesso in un drugstore è fidanzato con Alice, la figlia del proprietario, ma ha un rivale che, un giorno, viene estromesso dal locale.
Mentre Fatty, infastidito dall’abuso che i clienti fanno dei campioncini gratuiti per provare i profumi, pone insieme ad essi un flaconcino di cloroformio, un fattorino recapita l’abito nuziale ad Alice, che lo convince a fare da indossatore per vedere come si presenta il vestito.
Intanto il rivale, insieme a dei complici, ha meditato una vendetta: rapisce quella che crede essere Alice, ed in realtà è il fattorino travestito, che viene portato da un giudice di pace a cui chiede, sotto minaccia armata, di unirlo in matrimonio ad “Alice”. Resisi conto del rapimento arrivano allora Fatty ed il padre di Alice, e mettono in fuga il rivale. Si sta per celebrare il matrimonio fra Fatty ed il fattorino travestito quando sopraggiunge Alice a mettere fine all’equivoco.
Fatty paga al giudice di pace gli oneri dovuti per il matrimonio che ha contratto con la vera Alice, ma prima di avviarsi a quella che sarà la sua prima notte di nozze estrae il cloroformio, stordisce con esso, facendoglielo inspirare, il celebrante, e si riprende il denaro.